# Латгальська Вікіпедія
Латга́льська Вікіпе́дія (латг. Latgaļu Vikipedeja) — розділ Вікіпедії латгальською мовою. Створена 18 березня 2011 року, хоча до цього понад 5 років знаходилась у Вікіінкубаторі. Латгальська Вікіпедія станом на 27 березня 2025 року містить 1091 статтю, 8113 зареєстрованих користувачів, 13 активних дописувачів, 1 адміністратора
. Загальна кількість сторінок в латгальській Вікіпедії — 3376, редагувань — 36 871, мультимедійні файли відсутні
. Глибина (рівень розвитку мовного розділу) латгальської Вікіпедії середня і становить 47.9 пунктів
.

## Історія
Перша згадка про латгальську Вікіпедію у Вікінкубаторі, зроблена анонімним користувачем, датується 2 грудня 2005 року. 28 жовтня 2006 року у Мета-вікі створено перший запит на створення латгальської Вікіпедії, але його відхилено 9 лютого 2007 року через створення правил подачі заявок на нові мовні розділи.
Після відхилення першого запиту 12 лютого 2007 року подано повторну заявку, але і її відхилено 28 жовтня того ж року через відсутність у латгальської мови коду ISO 639.
2009 року в SIL подано заявку на присвоєння мовного коду латгальській мові, й 18 січня 2010 року такий код надано. Пізніше, 26 січня 2010 року, подано третю заявку на створення латгальської Вікіпедії. Її схвалено лише за рік, 13 лютого 2011 року, і цього ж дня до системи багтрекінгу Вікімедії відправлено запит на створення сайту латгальської Вікіпедії.
Домашню сторінку латгальської Вікіпедії створено 18 березня 2011 року. Наступного дня, 19 березня 2011 року, увесь вміст тестового розділу з Вікіінкубатора імпортовано до латгальської Вікіпедії.
Рівно за два місяці після відкриття, 18 березня 2011 року, латгальська Вікіпедія подолала рубіж у 500 статей.